# Ереванский кинофестиваль 2006
3-й Ереванский кинофестиваль «Золотой абрикос» 2006 года — прошёл в Ереване — столице Республики Армения с 10 июля по 15 июля.

## История
Кинофестиваль проходил под девизом «Армения: перекресток цивилизаций и культур» с 10 июля по 15 июля в столице Армении Ереване. На участие в 3-м Международном кинофестивале «Золотой абрикос» режиссёрами из 58 стран мира было подано 257 заявок из которых на конкурсе было представлено 120 работ из 43 стран мира. Более 110 иностранных гостей посетило фестиваль, среди которых были актёры и режиссёры, сценаристы и продюсеры, кинопроизводители и политики. Работа Ереванского кинофестиваля широко освещалась средствами массовой информации (СМИ) 10 стран: прессой и телеканалами «Euronews», «ARTE» и «Культура», а также турецкими, иранскими, канадскими, французскими и немецкими телеканалами . 

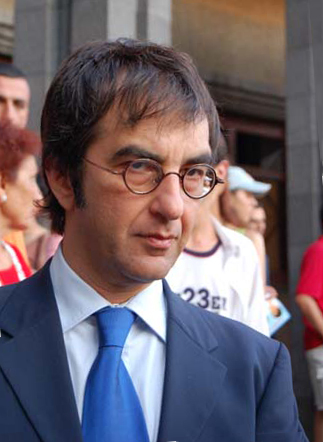
Атом Эгоян на К/Ф «Золотой абрикос»

Во время конкурса были организованы ежедневные мастер-классы, джаз-концерты и выставки произведений кинохудожников. В период работы фестиваля состоялся внеконкурсный показ фильмов известных режиссёров, а также был организован семинар «Режиссёры без границ» в котором приняли участие всемирно известные кинорежиссёры, кинокритики и кинопроизводители из более чем 20 стран мира, в том числе из России, Грузии, Турции, Ирана, Канады, Голландии, Франции, других европейских стран Параллельно шли внеконкурсные мероприятия «Ереванские премьеры» — показ художественных фильмов, отснятых за последние годы и показ ретроспективных фильмов всемирно известных режиссёров. Под лозунгом «Один день в Европе» был организован показ десяти лучших европейских фильмов, отснятых в 2005 — 2006 годах 
17 июля организаторами конкурса было заявлено, что Ереванский международный кинофестиваль «Золотой абрикос» станет побратимом Роттердамского и Пусанского международных кинофестивалей. Предложение о побратимстве было сделано организаторам «Золотого абрикоса» со стороны Сандры Ден Хамер (президент Роттердамского кинофестиваля) и Кима Донг-Хо (президент Пусанского кинофестиваля), которые в качестве гостей участвовали в третьем кинофестивале «Золотой абрикос» в Ереване.

## Премия имени Параджанова «за вклад в мировой кинематограф»
- Артавазд Пелешян (Армения)
- Марко Беллоккьо (Италия)
- Тонино Гуэрра (Италия)
- Мохсен Махмальбаф (Иран)
- Годфри Реджио (США)

## Жюри конкурса

### в номинации лучший фильм
- Мориц де Хадельн (Германия) председатель
- Ким Донг Хо (Южная Корея)
- Сандра ден Хамер (Германия)
- Есим Устаоглу (Турция))
- Перч Зейтунцян (Армения)

### в номинации лучший документальный фильм
- Годфри Реджио (США) председатель
- Рон Холлоуэй (Германия)
- Эрика де Хадельн (Германия)
- Ара Мнацаканян (Армения)

### в номинации «Армянская панорама»
- Арсине Ханджян (Канада) председатель
- Алин Тасчян (Турция)
- Варуж Карим Масихи (Иран)
- Ваган Тер-Хакобян (Армения)
- Эдгар Багдасарян (Армения)
- Нигол Безжян (Ливан)
- Тигран Иксмалян (Армения)

## Победители и лауреаты конкурса

### Лучший фильм
ГРАН ПРИ — ЗОЛОТОЙ АБРИКОС
- /  «Три времени» — Хоу Сяосянь (Тайвань / Франция)

специальный приз жюри — серебряный абрикос
- «Легенда времени» — Исаки Лакуэста (Испания)
- «Путешествие в Армению» — Роберт Гедигян (Франция)

### Лучший документальный фильм
ГРАН ПРИ — ЗОЛОТОЙ АБРИКОС
- «Смерть рабочего» — Михаэль Главоггер (Австрия)

специальный приз жюри — серебряный абрикос
- «Эстамира» — Маркос Прадо (Бразилия)

специальная премия жюри
- «Людмила и Анатолий» — Гуннар Бердаль (Швеция)

### Армянская панорама
ГРАН ПРИ — ЗОЛОТОЙ АБРИКОС
- «Жители забытых островов» — Грант Акопян (Армения)

Приз союза армянских кинематографистов
- «Геноцид во мне» — Араз Артинян (Канада)
- «Меня зовут Счастье» — Вардан Акопян (Россия)
- «Маяк» — Мария Саакян (Россия)

## Другие призы
Приз армянской ассоциации кинокритиков и журналистов
- «Лето в Берлине» — Андреас Дрезен (Германия)
- «Возвращаясь» — Серж Аведикян (Франция)

специальный диплом жюри за вклад в армянское кино
- Ара Вахуни (посмертно) (Армения)